# Wohlbefinden
Wohlbefinden (englisch well-being), auch Wohlergehen genannt, ist im allgemeinen Sprachgebrauch ein gutes körperliches und/oder seelisches Befinden, also ein Zustand ohne Befindlichkeitsstörung, „in dem es jemandem gut geht“ (Duden). Das Wohlbefinden hängt eng mit der Lebensqualität zusammen.
Das Wohlbefinden ist heute der Schlüsselbegriff in den internationalen wie nationalen Diskussionen um Wohlstand und nachhaltige Entwicklung von Menschen und Gesellschaften in Wissenschaft, Politik und der breiten Öffentlichkeit. Als ganzheitlicher Wohlstandsindikator ist das Konzept des Wohlbefindens Ausdruck eines neuen Verständnisses von Wohlstand und gesellschaftlicher Teilhabe. Das klassische Modell wurde um Aspekte wie Lebensqualität und Nachhaltigkeit erweitert. Heute werden vielfältige Dimensionen des Wohlbefindens in den theoretischen Konzepten und Messverfahren berücksichtigt, die nicht zuletzt als Grundlagen und Bezugspunkte gesellschaftspolitischer Maßnahmen herangezogen werden. Das Kernproblem ruht in der Frage, wie man Wohlbefinden und Entwicklung auf der Grundlage eines soliden und umsetzbaren theoretischen Konzepts adäquat messen kann.
Wohlbefinden ist ein zentrales Thema der Psychologie, insbesondere der positiven Psychologie, deren Ziel es ist, die Faktoren zu ermitteln, die zum menschlichen Wohlbefinden beitragen. Nach einem Vorschlag von Martin Seligman bestehen diese Faktoren darin, positive Emotionen zu erleben, aktiv zu leben, gute Beziehungen zu anderen Menschen zu haben, Sinn im eigenen Leben zu finden und bei der Verfolgung der eigenen Ziele ein Gefühl des Erfolgs zu haben.
Philosophische Theorien des Wohlbefindens versuchen zu bestimmen, was für alle Formen des Wohlbefindens wesentlich ist. Nach der Theorie des Welfarismus ist Wohlbefinden das, was für jemanden intrinsisch wertvoll und gut ist. Laut dem Welfarismus gibt es neben dem Wohlbefinden keine anderen Werte. Das Wohlbefinden spielt auch in der Ethik eine wichtige Rolle, da das, was wir tun sollen, auch davon abhängt, wie es sich auf das Wohlergehen anderer Menschen auswirkt.

## Zum Begriff
Manchmal werden verschiedene Aspekte des Wohlbefindens unterschieden, wie körperliches Wohlbefinden, emotionales Wohlbefinden und wirtschaftliches Wohlbefinden. Diese Aspekte sind eng miteinander verknüpft. So ist ein verbessertes körperliches Wohlbefinden, zum Beispiel nach der Überwindung eines Suchtverhaltens, mit einem verbesserten emotionalen Wohlbefinden verbunden. Ein besseres wirtschaftliches Wohlbefinden geht ebenfalls mit einem besseren emotionalen Wohlbefinden einher.
Der Begriff „subjektives Wohlbefinden“ bezieht sich im Gegensatz zum objektiven Wohlbefinden darauf, wie Menschen ihr Leben selbst erleben und bewerten. Es wird in der Regel durch Fragebögen ermittelt.
Die Begriffe Wohlbefinden, Lust und Glück werden im alltäglichen Sprachgebrauch oft gleichgesetzt, in der Philosophie und der Psychologie jedoch voneinander abgegrenzt. Lust entsteht bei Erfahrungen, die sich gut anfühlen, und wird normalerweise als ein Bestandteil des Wohlbefindens angesehen – neben anderen Faktoren wie Gesundheit, Befriedigung von Bedürfnissen, Wissen und Tugend. Glück wird zum Beispiel als „das Überwiegen von angenehmen gegenüber unangenehmen Erfahrungen“ oder als Zustand der Zufriedenheit mit dem eigenen Leben beschrieben. Glück wird ebenfalls häufig als Bestandteil des Wohlbefindens betrachtet.
Als Gegenbegriff zu Wohlergehen gilt Unwohlsein, im Englischen ill-being. Alternativ spricht man von „schlechtem“ Wohlbefinden, fachsprachlich auch von „negativem“ Wohlbefinden.

## Entwicklung des neuen Wohlstandsverständnisses: Wohlbefinden

### Ausgangslage
Den Wohlstand von Gesellschaften oder Individuen versuchte man bis vor Kurzem hauptsächlich durch monetäre bzw. materielle Indikatoren, vor allem durch das Bruttoinlandsprodukt (BIP), zu messen. Hauptbezugspunkt für die Ermittlung gesellschaftlichen Wohlstands war das ökonomische Wachstum der jeweiligen Volkswirtschaft. Insofern nahm man bei entsprechendem Anstieg des BIPs an, dass dies gleichfalls den Wohlstand der Gesellschaft und ihrer Mitglieder steigere. Doch widerspricht beides allzu oft der Realität, denn monetäre Vergleichsgrößen wie das BIP oder das alternativ herangezogene Bruttonationaleinkommen sagen beispielsweise nichts über die reale Verteilung dieses Zuwachses aus, der (im Idealfall) im Anstieg des Realeinkommens der Mehrheit der Bürger seinen Ausdruck finden würde.
Im Laufe der letzten zwei Jahrzehnte wuchs die Kritik am BIP als Wohlstandsindikator, da sich anhand dieser Messgröße unter anderem neben der Lebensqualität auch keinerlei Aussagen über den Einfluss von Umweltbedingungen treffen lassen. Die vielfältigen nationalen wie internationalen Diskussionen über alternative Indikatoren, die es einerseits ermöglichen das eindimensionale Wohlstandsverständnis zu überwinden und so anderseits zu adäquaten und aussagekräftigen Messungen und Ergebnissen führen, durchzogen viele wissenschaftliche Disziplinen. Eine weitere Herausforderung bestand nicht zuletzt darin, ein geeignetes theoretisches Fundament zu entwickeln, auf welches sich eine Messung letztlich stützt.

### Verwirklichungschancen, Wohlbefinden und gesellschaftliche Teilhabe
Mit seinem theoretischen Konzept der Verwirklichungschancen und der Verschiebung des Fokus auf das Wohlergehen der Menschen und seinen verschiedenen Dimensionen und Einflussfaktoren bereitete der im Jahr 1998 u. a. für seine Arbeiten zur Wohlfahrtsökonomie mit dem Nobelpreis für Wirtschaftswissenschaften ausgezeichnete Ökonom Amartya Sen bereits Anfang der 80er Jahre der Entwicklung ganzheitlicher Wohlfahrtsmaßstäbe den Weg. Mit dem 1979 in seinen Grundzügen vorgestellten und in den vergangenen Jahren weiterentwickelten Befähigungsansatz lieferte er das theoretische Gerüst, welches eine Alternative zu den gängigen, meist ökonomisch geprägten Denkmodellen über Armut, soziale Ungleichheit und menschliche Entwicklung darstellte und die Diskussionen in entscheidendem Maße prägte. Sens Kritik richtete sich gegen das traditionelle wohlfahrtsökonomische Verständnis, wonach das Wohlergehen (englisch well-being) entweder mit Wohlhabenheit bzw. Reichtum (englisch opulence; z. B. Einkommen) oder mit Nutzen (englisch utility; z. B. Freude oder Erfüllung von Wünschen) verschmolzen war und nahezu gleichgesetzt wurde. Ein Kerngedanke in Sens Konzept, den er auch in seinem Werk Ökonomie für den Menschen (Originaltitel Development as Freedom, 1999) aus dem Jahr 2000 ausführlich diskutiert, ist, dass das Ziel von gesellschaftlicher Entwicklung und von Fortschritt die Vergrößerung der Verwirklichungschancen und Freiheiten der Menschen sein müsse. Sen war und ist davon überzeugt, dass sich menschliches Wohlergehen (und somit auch Ungleichheiten, Deprivation und Armut) mit den klassischen Denkmodellen, Messmethoden und -Größen nicht angemessen erfassen und abbilden lassen, da dieses durch weit mehr beeinflusst wird als nur durch finanzielle oder materielle Ressourcen.
In seinem Konzept fällt Sen daher die grundlegende Unterscheidung zwischen Verwirklichungschancen (englisch capabilities) und Funktionen (englisch functionings). Letztere beziehen sich auf die verschiedenen Dinge und Tätigkeiten, die eine Person wertschätzt und gern tut. Grundlegende Funktionen sind neben einer ausreichenden Ernährung und der Freiheit von vermeidbaren Krankheiten auch komplexere Dinge wie beispielsweise am öffentlichen Leben teilzunehmen. Demgegenüber entsprechen Verwirklichungschancen den faktischen Freiheiten einer Person, bestimmte Funktionen erreichen zu können. Die Menge an Verwirklichungschancen eines Menschen kann daher als individuelles „Potenzial an realisierbaren Lebensentwürfen, aus dem er seine Funktionen, seine tatsächliche Lebensgestaltung, im Einklang mit eigenen Lebensplänen und Präferenzen auswählt […]“, begriffen werden (beispielsweise eine Religion tatsächlich auszuüben oder eben nicht). Sen verdeutlicht, dass allein die individuellen Ressourcen wie Einkommen und andere Güterausstattungen nicht ausreichen, um ein adäquates Bild der Verwirklichungschancen einer Person zu ermitteln, da weitere Dimensionen und Faktoren die Verwirklichungschancen und das Wohlbefinden eines Menschen indirekt oder direkt mitbestimmen.
Die Verwirklichungschancen werden Sen zufolge einerseits durch die individuellen Potenziale eines Menschen und andererseits durch instrumentelle Freiheiten bzw. gesellschaftlich bedingte Chancen beeinflusst. Erstere umfassen nicht nur die materiellen Aspekte wie Einkommen und Sachgüter, sondern auch die Fähigkeiten und Bedürfnisse einer Person, die nach Alter, Geschlecht, Bildungs- und Gesundheitszustand oder Behinderung stark variieren können. Die instrumentellen Freiheiten hingegen, die sich auf die realen Möglichkeiten des Einzelnen beziehen, schließen neben sozialen Chancen (beispielsweise Zugang zum Bildungs- und Gesundheitssystem und Wohnraum) und ökonomischen Chancen (beispielsweise Zugang zum Arbeitsmarkt, Weiterbildung und Arbeitsbedingungen) ebenfalls sozialen Schutz (beispielsweise durch Sozialleistungen und Schutz vor Kriminalität) sowie politische Chancen (beispielsweise politische Rechte und Partizipation) mit ein. Darüber hinaus existieren umweltabhängige Faktoren wie ökologische Sicherheit oder klimatische sowie geographische Bedingungen, die in diesem Konzept ebenfalls berücksichtigt werden. Die konzeptionelle Unterscheidung zwischen individuellen Potenzialen und den instrumentellen Freiheiten in Sens Ansatz macht es möglich, jene Gesichtspunkte der Verwirklichungschancen hervorzuheben, auf welche gesellschaftliche Gruppen und der Staat Einfluss haben.
Durch seine Mehrdimensionalität und die Berücksichtigung verschiedener Einflussfaktoren eignet sich der Befähigungsansatz somit auch für eine adäquatere Abbildung von Ungleichheit und Armut. So spiegeln sich der Wandel des klassischen Wohlstandsverständnisses und die Verschiebung des Fokus auf das Wohlergehen und die Verwirklichungs- bzw. Teilhabechancen der Menschen ebenfalls in den eng mit diesem Thema verbundenen Diskursen über Entwicklungspolitik und soziale Gerechtigkeit wider. Beispielsweise galt vor allem in den Sozialwissenschaften lange Zeit die Vorstellung eines Schicht- bzw. Lagerungsmodells der Gesellschaft, die sich unter anderem auf das klassische Verständnis von Wohlstand gründete und somit auch für politische Maßnahmen als Grundlage diente. Man war der Auffassung, die gesellschaftliche Teilhabe und Chancen der Menschen, die man vorwiegend über den eindimensionalen Indikator des Einkommens oder des BIPs ermittelte und von diesem ableitete, mittels materieller Ressourcen verbessern oder ausgleichen zu können. Im Laufe der Zeit musste diese Vorstellung überdacht werden, da in der Diskussion um den Sozial- und Wohlfahrtsstaat zunehmend die Notwendigkeit betont wurde, die (ganzheitliche) Lebenslage der Menschen vor allem bei Fragen sozialer Gerechtigkeit in den Blick zu nehmen. Man gelangte zu der Einsicht, dass sich Teilhabechancen nicht mehr nur über materielle Ressourcen gewährleisten lassen und durch viele – individuelle wie gesellschaftliche – Faktoren beeinflusst werden. Allmählich wandte man sich von dem Schichtmodell ab und folgte einer neuen Auslegung, die weniger schichtorientiert, sondern vielmehr lebenslagenorientiert ist. Außerdem wurde nunmehr neben Chancengleichheit und Lebenszufriedenheit der Menschen auch zunehmend darüber diskutiert, das subjektive Wohlbefinden hinsichtlich verschiedener Bereiche des Lebens sowohl in die theoretischen Überlegungen und Konzepte als auch bei der praktischen Umsetzung in Form von Messungen stärker zu berücksichtigen und als entscheidenden Bezugspunkt in die Untersuchungen mit einzubeziehen.

### Subjektives Wohlbefinden
Bekannt ist das Konzept des subjektiven Wohlbefindens vor allem aus der Glücksforschung. Trotz mancher Überschneidungen lässt sich das subjektive Wohlbefinden dennoch als eigenständiger Forschungsgegenstand abgrenzen. In den Sozialwissenschaften dient dieses mehrdimensionale Konzept als Informationsquelle für die Lebensqualität der Menschen. Im Mittelpunkt des Interesses stehen die subjektive Einschätzung und Bewertung über das eigene Leben im Allgemeinen sowie zu bestimmten Lebensbereichen. Der amerikanische Psychologe Ed Diener beispielsweise zählt neben positiven wie negativen Emotionen auch die globale Lebenszufriedenheit sowie die Zufriedenheit der Menschen unter anderem mit dem Einkommen, der Familie und der Gesundheit zu den Dimensionen des subjektiven Wohlbefindens. Insofern ist Glück als eine von vielen Dimensionen zur Erfassung des persönlichen Wohlbefindens anzusehen. Dies wird außerdem durch die in der Forschung allgemeine Auffassung begründet, „dass Fragen nach der ‚Lebenszufriedenheit‘ eine eher kognitiv reflektierte Antwort hervorbringen, während Fragen nach dem ‚Glück‘ stärker den emotionalen Zustand des Befragten abbilden können“. Der am häufigsten herangezogene Indikator zur Messung des subjektiven Wohlbefindens ist die allgemeine Lebenszufriedenheit.
In Deutschland reicht die Forschung zu subjektivem Wohlbefinden und Lebensqualität bis in die 70er Jahre zurück. Der 1978 erstmals durchgeführte Wohlfahrtssurvey unter der Leitung von Wolfgang Zapf markiert in diesem Zusammenhang eine bedeutende Wende, da neben der Erfassung objektiver Lebensbedingungen, auf welche sich die amtliche Statistik oder frühe Untersuchungen der Lebensqualität hauptsächlich beschränkten, ebenfalls die subjektive Bewertung der Bürger auf breiter Basis mit abgefragt wurde. In dem 1984 von Zapf und seinem Kollegen Prof. Wolfgang Glatzer herausgegebenen Sammelband Lebensqualität in der Bundesrepublik. Objektive Lebensbedingungen und subjektives Wohlbefinden wurden die Ergebnisse des Surveys mit einbezogen und breit diskutiert. Seit diesem Zeitpunkt wird das subjektive Wohlbefinden als bedeutender Bezugspunkt für die Lebensqualität in dem Sozio-oekonomischen Panel (SOEP) des Deutschen Instituts für Wirtschaftsforschung (DIW) mittels verschiedener Indikatoren berücksichtigt und gemessen. So werden die Menschen neben der Selbsteinschätzung über den Gesundheitszustand und ihrer allgemeinen Lebenszufriedenheit auch zu ihrer Arbeits- und Einkommenszufriedenheit befragt, ebenso wie zu Sorgen über die allgemeine sowie eigene wirtschaftliche Entwicklung.
Allerdings, so der kritische Hinweis mancher Autoren, dominiert in der deutschen Politik bislang immer noch die Orientierung am materiellen Lebensstandard der Bevölkerung, obwohl subjektive Daten seit den 1980er Jahren kontinuierlich erhoben werden. Es scheint, als sei die Politik „[…] für die Erkenntnisse zum subjektiven Wohlbefinden der Bevölkerung noch nicht umfassend sensibilisiert, wodurch viele Potenziale ungenutzt bleiben. So könnten diese Forschungsergebnisse effektiv als Instrument in den politischen Prozess miteinbezogen werden.“ Vor dem Hintergrund der Erkenntnisse aus Wissenschaft und Forschung müsse deshalb die Eignung und Aussagekraft von Messkonzepten des Wohlbefindens, die die subjektiven Bestandteile außen vor lassen, für die Politikberatung und -gestaltung gerade im Bezug auf die Verbesserung und Stärkung der gesellschaftlichen Teilhabe der Menschen in Zweifel gezogen werden.

### Stiglitz-Sen-Fitoussi-Kommission und Enquete-Kommission des Bundestages
Neuen gesellschaftspolitischen Aufschwung und öffentliche Aufmerksamkeit bekamen die Entwicklung und Umsetzung des neuen Verständnisses von Wohlstand und Teilhabe im Jahr 2008 durch die von der französischen Regierung unter Präsident Nicolas Sarkozy einberufene Commission on the Measurement of Economic Performance and Social Progress (CMEPSP), deren Auftrag und Ziel darin bestand, die Grenzen des BIPs als bislang gängigen Wohlstandsindikator für ökonomischen Fortschritt und gesellschaftliche Entwicklung aufzuzeigen und Alternativen sowie neue Indikatoren für eine angemessene und sinnvolle Messung des Wohlstandes zu erörtern. In die Arbeit der Kommission, die nach ihren Leitern Stiglitz-Sen-Fitoussi-Kommission genannt wurde, gingen die Gedanken und Vorstellungen des Vorsitzenden Joseph E. Stiglitz und des wissenschaftlichen Leiters Amartya Sen wesentlich mit ein. So galt es neben ökonomischen Bezügen auch ökologische und soziale Gesichtspunkte sowie das Thema Nachhaltigkeit mit einzubeziehen. Nicht zuletzt zielen die Vorschläge und Gedanken der Kommission darauf ab, die statistischen Maßstäbe und Grundlagen für politische Maßnahmen zu überdenken und zu modifizieren. Nach Überzeugung der Autoren führen nur richtige, das heißt vor allem adäquate Messungen schließlich zu einer Politik, die den Wohlstand der Gesellschaft und das Wohlbefinden der Menschen nachhaltig verbessern kann. Daher ist es notwendig, den Schwerpunkt von den Messungen der ökonomischen Produktion auf Messungen des menschlichen Wohlbefindens zu verschieben.
In ihrem 2009 veröffentlichten Abschlussbericht formuliert die Kommission demgemäß verschiedene Empfehlungen und betont unter anderem, dass das menschliche Wohlbefinden mehrdimensional erfasst werden müsse, da das Einkommen bzw. das BIP allein nicht ausreicht, um das Wohlbefinden der Menschen in angemessener Weise zu ermitteln, wiederzugeben und die Grundlage für Entscheidungen für eine nachhaltige (Entwicklungs-)Politik zu bilden. Neben dem materiellen Lebensstandard (Einkommen, Vermögen und Konsum) nennt die Kommission außerdem die Dimensionen Gesundheit, Bildung, persönliche Tätigkeiten (einschließlich Arbeit), politische Stimme und Governance, soziale Verbindungen und Beziehungen, Umwelt (gegenwärtige und künftige Bedingungen) sowie Unsicherheit (sowohl ökonomisch als auch physisch). Ferner schreiben sie, dass die Lebensqualität entscheidend von den objektiven Bedingungen und den Verwirklichungschancen der Menschen bestimmt würde. Daher sei es für eine adäquate Erfassung des Wohlbefindens darüber hinaus unerlässlich, neben objektiven auch subjektive Messungen und Daten mit einzubeziehen. Denn gerade die Wahrnehmung der Menschen über ihre subjektiv empfundenen Freiheiten und Möglichkeiten, ihr Leben zu gestalten, sei eine sehr bedeutsame, dennoch allzu selten genutzte Informationsquelle.
Die Ergebnisse und Vorschläge der Stiglitz-Kommission fanden auf der internationalen wie nationalen Ebene große Aufmerksamkeit. So lässt sich beispielsweise auch in Deutschland die Entwicklung aktuell beobachten. Erst vor Kurzem (Dez. 2010 bzw. Jan. 2011) richtete der Deutsche Bundestag die Enquete-Kommission „Wachstum, Wohlstand, Lebensqualität“ ein, die sich in den nächsten Jahren intensiv mit den derzeitigen Problemen und den neuen Anforderungen bei Definition und Messung des Wohlbefindens beschäftigen und einen neuen, umfassenderen Wohlstandsindikator konzipieren soll. Es gilt „den Stellenwert von Wachstum in Wirtschaft und Gesellschaft [zu] ermitteln, einen ganzheitlichen Wohlstands- und Fortschrittsindikator [zu] entwickeln und die Möglichkeiten und Grenzen der Entkopplung von Wachstum, Ressourcenverbrauch und technischem Fortschritt aus[zu]loten.“
Zu diesem Zweck soll das rein ökonomisch und quantitativ ausgerichtete BIP als Indikator für gesellschaftliches Wohlergehen weiterentwickelt werden und ökologische, soziale und kulturelle Kriterien des Wohlergehens sollen Berücksichtigung finden. Demgemäß sollen insbesondere folgende Aspekte mit einbezogen werden: „der materielle Lebensstandard; Zugang zu und Qualität von Arbeit; die gesellschaftliche Verteilung von Wohlstand, die soziale Inklusion und Kohäsion; intakte Umwelt und Verfügbarkeit begrenzter natürlicher Ressourcen; Bildungschancen und Bildungsniveaus; Gesundheit und Lebenserwartung; Qualität öffentlicher Daseinsvorsorge, sozialer Sicherung und politischer Teilhabe; die subjektiv von den Menschen erfahrene Lebensqualität und die Zufriedenheit.“ Die Kommission wird voraussichtlich bis zum Ende der laufenden Legislaturperiode tätig sein und im Anschluss ihren Abschlussbericht im Bundestag vorlegen. Es bleibt somit abzuwarten, ob und inwieweit es der Kommission gelingt, ihre Ziele umzusetzen und einen ganzheitlichen Wohlstandsmaßstab, der ebenfalls subjektive Indikatoren einschließt, als neuen Bezugspunkt für gesellschaftspolitische Maßnahmen zu entwickeln.

## Ausgewählte Beispiele für die konkrete Umsetzung
Die Empfehlungen der Stiglitz-Kommission und die darin enthaltenen (theoretischen) Grundüberlegungen von Sen und anderen sind im Laufe der letzten Jahre in vielen internationalen wie nationalen Institutionen und Organisationen aufgegriffen worden, wie bei der Weltbank, der OECD oder den Sozialberichterstattungen einzelner Länder wie Deutschland.

### Human Development Index und Human Poverty Index I/II
Der seit 1990 jährlich publizierte Index der menschlichen Entwicklung (HDI) der Vereinten Nationen ist ein mehrdimensionaler Wohlstandsindikator, mit dem der Entwicklungsstand eines Landes gemessen werden soll. Er kann als erster Versuch angesehen werden, die Ideen von Sen umzusetzen. Zentral in diesem Konzept ist daher die Auffassung, dass das Ziel von (gesellschaftlicher) Entwicklung nicht bloß ökonomisches Wachstum, sondern vor allem die Erweiterung der Möglichkeiten und Freiheiten der Menschen bedeute. Ein adäquater Wohlstandsindikator sollte auf das Wohlbefinden und auf die unterschiedlichen Bedürfnisse der Menschen gerichtet sein, denn – so der Leitsatz – „[p]eople are the real wealth of nations“. Der HDI versucht den Entwicklungsstand anhand von drei Dimensionen zu messen. Neben dem Pro-Kopf-Einkommen als monetärem Indikator für den Lebensstandard beinhaltet der HDI ebenfalls den Indikator Lebenserwartung bei der Geburt für die Dimension Gesundheit. Zur Messung der dritten Dimension Bildung wird einerseits die durchschnittliche Anzahl der Schuljahre eines 25-jährigen Erwachsenen und andererseits die erwartete Anzahl der Schuljahre von Kindern im schulfähigen Alter als Indikator herangezogen.
Den HDI ergänzend wird seit 1997 ebenfalls ein mehrdimensionaler Index für die menschliche Armut veröffentlicht, der Human Poverty Index I + II (HPI) für arme und reiche Länder, um den Stand der Entwicklung und des menschlichen Wohlbefindens besser ermitteln zu können. Entsprechend der Grundüberzeugung bedeutet Armut,
“that opportunities and choices most basic to human development are denied. Thus a person is not free to lead a long, healthy, and creative life and is denied access to a decent standard of living, freedom, dignity, self-respect and the respect of others. From a human development perspective, poverty means more than the lack of what is necessary for material well-being. […] [P]overty must be addressed in all its dimensions, not income alone.”
Der Fokus des HPIs liegt – wie schon beim HDI – auf drei essentiellen Bestandteilen des menschlichen Lebens, nämlich auf Langlebigkeit, Wissen und einem angemessenen Lebensstandard, wobei der Index für Entwicklungsländer (HPI-I) und OECD-Länder (HPI-II) separat erstellt wird. Während die erste Dimension über die Überlebensfähigkeit (Wahrscheinlichkeit, vor dem Erreichen des 40. bzw. beim HPI-II des 60. Lebensjahres zu sterben) gemessen wird, wird für die Dimension Wissen der prozentuale Anteil der Analphabeten an der erwachsenen Bevölkerung herangezogen. Der Lebensstandard wird beim HPI-I über den (ungewichteten) Durchschnitt des Prozentsatzes der Bevölkerung ohne Zugang zu sauberem Wasser sowie den Prozentsatz der für ihr Alter untergewichtigen Kinder ermittelt. Beim HPI-II hingegen wird die dritte Dimension anhand des prozentualen Anteils der Bevölkerung unterhalb der Armutsgrenze (50 % des Medians des verfügbaren Einkommens der Haushalte) erfasst. Beim Index für die OECD-Länder wird außerdem soziale Exklusion als weitere Dimension über den Prozentsatz der Langzeitarbeitslosen ermittelt.
Die Ergebnisse beider Indizes lassen vor allem eines sehr deutlich werden: Armut ist das größte Hindernis für die menschliche Entwicklung. Aus diesem Grund können gesellschaftspolitische Maßnahmen zur Bekämpfung von Armut auf internationaler wie nationaler Ebene die Entwicklung und somit auch das Wohlbefinden der Menschen nachhaltig fördern. Allerdings fällt bei den Indizes auf, dass sie zwar mehrdimensional konzipiert sind, aber das subjektive Wohlbefinden nicht mitberücksichtigt wird. Dies ist vor allem der Tatsache geschuldet, dass es nur wenige bis keine international vergleichbaren Datensätze gibt. Abgesehen davon, so betont Sen in diesem Zusammenhang, müsse die Messung des Wohlbefindens und der Entwicklung flexibel gehandhabt werden, so dass die Auswahl und Bestimmung der Schlüsseldimensionen und Indikatoren von Land zu Land unterschiedlich ausfallen könne.

### Armuts- und Reichtumsberichterstattung der Bundesregierung
Ein weiteres Beispiel ist der seit 2001 regelmäßig erscheinende Armuts- und Reichtumsbericht der Bundesregierung Lebenslagen in Deutschland. So heißt es in der Einleitung des 2. Berichts (2005):
„Ausgehend von relevanten Lebenslagen stützt sich […] [die] Konzeption im Bericht auf Amartya Sens Konzept der Verwirklichungschancen. Armut ist dann gleichbedeutend mit einem Mangel an Verwirklichungschancen, Reichtum mit einem sehr hohen Maß an Verwirklichungschancen, deren Grenzen nur punktuell oder gar nicht erreicht werden.“
Zentrales Anliegen der Berichterstattung ist die Bereitstellung einer umfassenden und detaillierten Untersuchung der sozialen Lage der Menschen, welche die erforderliche Grundlage für eine „Politik zur Stärkung sozialer Gerechtigkeit und zur Verbesserung gesellschaftlicher Teilhabe“ darstellt. Gemäß dem mehrdimensionalen Anspruch beleuchtet der Bericht die empirisch beobachtbaren Unterschiede in den Lebenslagen, indem versucht wird, diese Differenzen auf ungleiche Chancen zurückzuführen und die Faktoren, die die Wahrnehmung eröffneter Chancen beeinflussen, näher zu bestimmen.
Die verwendete Datenbasis des aktuellen 3. Berichts (2008) setzt sich vornehmlich aus der amtlichen Statistik zu Einkommens- und Lebensverhältnissen (EU-SILC), der Einkommens- und Verbrauchsstichprobe (EVS), dem Mikrozensus, dem SOEP sowie geeigneten Einzelerhebungen und Studien zu relevanten Fragestellungen zusammen. Für die Messung der Sen’schen Dimensionen wurden neben 15 Armutsindikatoren und 6 Reichtumsindikatoren auch 7 Querschnitts-Indikatoren herangezogen, welche entweder beide Themenfelder abbilden oder für diese als Hintergrundinformationen dienen.
Auch im Armuts- und Reichtumsbericht wird die stete Weiterentwicklung der Messkonzepte von Wohlbefinden und Armut sowie deren Vereinheitlichung für internationale Vergleiche betont. Allerdings blieb das subjektive Wohlbefinden als weitere bedeutende Dimension bislang weitestgehend unberücksichtigt. Während es die Autoren des 2. Armutsberichts – allerdings mit dem Hinweis auf dessen Nicht-Berücksichtigung – noch explizit erwähnten, sucht man im 3. Bericht vergeblich danach. Dabei wäre es möglich gewesen, relevante subjektive Daten aus dem SOEP zu entnehmen und diese als elementaren und aussagekräftigen Bestandteil bei der Analyse mit einzubeziehen.

### Messungen des Wohlbefindens von Kindern
Das Wohlbefinden von Kindern stellt ein besonderes Forschungs- bzw. Themenfeld dar und ist in den vergangenen Jahren ebenfalls zunehmend ins Zentrum der Aufmerksamkeit gelangt. Nicht zuletzt kann die Entwicklung von mehrdimensionalen Messkonzepten speziell mit Blick auf das Kindeswohl als konkrete Umsetzung der UN-Kinderrechtskonvention betrachtet werden.
Beispiele für die Messung kindlichen Wohlbefindens in den Industrieländern sind die 2009 erschienene Kinderstudie der OECD Doing better for children, der bereits 2007 veröffentlichte UNICEF-Bericht Child Poverty in perspective: An overview of child well-being in rich countries sowie die darauf aufbauende Studie Zur Lage der Kinder in Deutschland 2010. Beide Konzepte beleuchten das Wohlbefinden der Kinder anhand mehrerer Dimensionen wie Bildung, Gesundheit und Sicherheit, Risikoverhalten und materiellen Wohlbefindens. Allerdings gibt es einen bedeutenden Unterschied. Denn neben der Berücksichtigung der Beziehung des Kindes zu Familie und Gleichaltrigen als weitere Dimension ist UNICEF bislang die einzige Institution, die auch ausdrücklich die subjektive Perspektive der Kinder mit einbezieht. Demgegenüber steht das Konzept der OECD derzeit noch im Widerspruch zu der UN-Konvention, „die explizit die Kinder selbst und ihre eigene Lebenseinschätzung des eigenen Wohlbefindens als Indikator der Verwirklichung der Kinderrechte betont“.
Es sei deshalb nicht nur wünschenswert, sondern auch erforderlich, dass die OECD ihr Konzept in Zukunft um die ausgeklammerten subjektiven Indikatoren erweitere und der Forderung Rechnung trage, die möglicherweise viel bedeutendere Einschätzung der Kinder zu ihrer eigenen Entwicklung in die Analysen mit aufzunehmen. Eine wichtige Grundvoraussetzung für die Messung kindlichen Wohlbefindens auf internationaler wie nationaler Ebene sei daher außerdem, „dass sowohl in den internationalen Organisationen wie in den Medien und in der Politik akzeptiert wird, dass Kinder selbst in vielen Fällen besser als die Erwachsenen über ihre Teilhabechancen an dieser Gesellschaft urteilen können und sie deswegen auch zu hören sind.“ Einen wichtigen Schritt in diese Richtung unternahm beispielsweise der DIW beim SOEP 2010, in welchem neben den jugendspezifische Daten zur Biografie von 16- bis 17-Jährigen (seit 2000) erstmals auch die Kinder selbst befragt wurden.

## Philosophie

### Theorien des Wohlbefindens
Das Wohlbefinden einer Person ist laut der Encyclopedia of Philosophy das, was für diese Person gut ist. Theorien des Wohlbefindens versuchen zu bestimmen, welche Zustände zum Wohlbefinden einer Person beitragen. Sie werden häufig danach eingeteilt, ob das Wohlbefinden nur von den subjektiven Zuständen der Person abhängt oder auch von objektiven Faktoren.
Theorien, die vom subjektiven Erleben ausgehen, betonen die zentrale Bedeutung von Lust (englisch pleasure) und Schmerz; statt Lust spricht man auch von Freude, statt Schmerz auch von Unlust. Laut Jeremy Bentham hängt der Wert von Erfahrungen überhaupt nur von Lust und Schmerz ab. Gegen Benthams Ansicht wurde eingewandt, dass in einigen Konstellationen eine geringere Gesamtlust vorzuziehen ist und dass verschiedene lustvolle Erlebnisse nicht dieselbe Wertigkeit haben. Der Ansatz, Wohlbefinden nicht durch Lust, sondern anhand der Befriedigung von Bedürfnissen zu definieren („je mehr befriedigte Bedürfnisse, umso mehr Wohlbefinden“), scheint weniger problematisch zu sein. Aber auch Bedürfnisbefriedigung ist nicht immer gut, etwa im Fall der Abhängigkeit von einem schädlichen Suchtmittel. Eine einwandfreie Definition muss auch dies berücksichtigen.
Objektive Listentheorien betonen die Bedeutung von objektiven Faktoren für das Wohlbefinden, nehmen aber auch die subjektiven Faktoren in den Blick. Das Problem besteht vor allem in der Bestimmung der relevanten Faktoren. Sehr unterschiedliche Kombinationen von grundlegenden objektiven Gütern wurden vorgeschlagen, was auf die Willkürlichkeit der Auswahl hindeutet. Außerdem ist zu begründen, warum ein objektiver Faktor wichtig sein soll, auch wenn er einer Person subjektiv gleichgültig ist.

### Welfarismus
Der Welfarismus ist eine Werttheorie, die auf dem Wohlbefinden basiert. Sie besagt, dass Wohlbefinden das Einzige ist, was intrinsischen Wert hat, d. h. was an sich gut ist und nicht nur als Mittel zu etwas anderem gut ist. Nach dieser Auffassung hängt der Wert einer Situation oder einer Alternative nur vom Grad des Wohlbefindens jeder betroffenen Entität ab. Andere Faktoren sind nur dann relevant, wenn sie sich auf das Wohlbefinden auswirken.
Viele Vertreter des Welfarismus gehen davon aus, dass es nicht nur auf eine pauschale Summe des Wohlbefindens aller ankomme. So gibt es die Auffassung, dass etwa sinnliche Genüsse weniger wertvoll seien als andere Formen des Wohlbefindens. Andere halten auch die Verteilung des Wohlbefindens für wichtig; eine ungefähr gleichmäßige Verteilung sei besser, als wenn es eine große Kluft zwischen glücklichen und unglücklichen Menschen gibt. Ferner gibt es die plausible Meinung, dass Menschen, die sich gut verhalten, einen höheren Grad an Wohlbefinden verdienen als andere.

### Überblick
Zwei Wege zu mehr Zufriedenheit. In: geo.de. GeoKompakt, 2020, abgerufen am 3. März 2022.

### Deutschland
- Bundesministerium für Arbeit und Soziales (Hrsg.): Lebenslagen in Deutschland. Der 3. Armuts- und Reichtumsbericht der Bundesregierung, Langfassung, Berlin 2008, online (Seite nicht mehr abrufbar, festgestellt im Mai 2023. Suche in Webarchiven)  Info: Der Link wurde automatisch als defekt markiert. Bitte prüfe den Link gemäß Anleitung und entferne dann diesen Hinweis., Stand: 25. Mai 2011.
- Bundesministerium für Arbeit und Soziales (Hrsg.): Sozialbericht 2009, Berlin 2009, Stand: 25. Mai 2011.
- Bundesministerium für Familie, Senioren, Frauen und Jugend (Hrsg.): Wissenschaftliche Bestandsaufnahme der Forschung zu „Wohlbefinden von Eltern und Kindern“, Monitor Familienforschung, Beiträge aus Forschung, Statistik und Familienpolitik, Ausgabe 19, Berlin 2009, online (PDF; 827 kB), Stand: 25. Mai 2011.
- Deutscher Bundestag: Wachstum, Wohlstand, Lebensqualität, 2011, online, Stand: 25. Mai 2011.
- Deutsches Institut für Wirtschaftsforschung (Hrsg.): SOEPMonitor 1984–2009. Zeitreihen zur Entwicklung ausgewählter Indikatoren zu zentralen Lebensbereichen, 2010, online, Stand: 25. Mai 2011.

### International
- Clark, David A.: The Capability Approach. Its Development, Critiques and Recent Advances, Global Poverty Research Group, 2005, online (PDF; 253 kB), Stand: 25. Mai 2011.
- Commission on the Measurement of Economic Performance and Social Progress (Hrsg.): Report by the Commission on the Measurement of Economic Performance and Social Progress, 2009, online (PDF; 3,16 MB), Stand: 25. Mai 2011.
- Roger Crisp: Well-Being. In: Edward N. Zalta (Hrsg.): Stanford Encyclopedia of Philosophy, 2017.
- OECD: Society at a Glance 2009 - OECD Social Indicators, 2009, online, Stand: 25. Mai 2011.
- UNDP: Origins of the Human Development Approach, 2011, online, Stand: 25. Mai 2011.
- United Nations Development Programme (UNDP): The Human Development Concept, 2011, online, Stand: 25. Mai 2011.
- UNDP: The Human Development Index (HDI), 2011, online, Stand: 25. Mai 2011.
- Weltbank: Indicators, 2011, online, Stand: 25. Mai 2011.